# L'Amour debout
Pour plus de détails, voir Fiche technique et Distribution.
L'Amour debout est un film français réalisé par Michaël Dacheux et sorti en 2019.

## Fiche technique
- Titre : L'Amour debout
- Réalisation : Michaël Dacheux
- Scénario : Michaël Dacheux et François Prodrominès
- Son : Olivier Pelletier et Mikaël Barre
- Montage : Clément Pinteaux
- Musique : Jean-Christophe Marti
- Production : Perspective Films
- Distribution : Épicentre Films
- Pays d'origine :  France
- Durée : 83 minutes
- Date de sortie : France - 30 janvier 2019

## Distribution
- Paul Delbreil
- Adèle Csech
- Samuel Fasse
- Jean-Christophe Marti
- Thibaut Destouches
- Shirley Mirande
- Pascal Cervo
- Françoise Lebrun

## Sélections
- Festival de Cannes 2018 (programmation de l'ACID)[1]
- Festival du film de Gand 2018
- Festival du film de Belfort - Entrevues 2018